# Fangoria Chainsaw Awards
I Fangoria Chainsaw Awards sono dei riconoscimenti statunitensi a livello cinematografico e televisivo assegnati annualmente dal 1992 .

## Storia
Il premio è stato istituito nel 1992 dalla rivista Fangoria e riconosce tutti i grandi sforzi di attori e registi che in qualche modo possono cambiare la storia del cinema. Dal 1995 sono state introdotte due nuove categorie: Miglior attore in una serie TV e Miglior attrice in una serie TV.

## Categorie

### Film
- Best Wide Release Film
- Best Limited Release Film
- Best Streaming Premiere Film
- Best Foreign Language Film
- Best First Feature
- Miglior regista
- Miglior attore
- Miglior attrice
- Best Lead Performance
- Best Supporting Performance
- Best Supporting Actor
- Best Supporting Actress
- Best Screenplay
- Best Score
- Best Makeup FX
- Best Creature FX
- Best Kill
- Worst Film

### Televisione
- Best TV Series
- Best TV Actor
- Best TV Actress
- Best TV Supporting Actor
- Best TV Supporting Actress
- Best TV SFX

### Premi speciali
- Fangoria Horror Hall of Fame
- Fangoria Lifetime Achievement Award

## Cerimonie
1992  ·  1993  ·  1994  ·  1995  ·  1996  ·  1997  ·  1998  ·  1999  ·  2000  ·  2001  ·  2002  ·  2003  ·  2004  ·  2005  ·  2006  ·  2009  ·  2010  · 2011  ·  2012  ·  2013  ·  2014  ·  2015  ·  2016  ·  2017  ·  2019  ·  2020  ·  2021